# Алька дофамин
Алька Дофамин, буйня девка которая заржет с пустяка, прозвище «дофаминовая» потому, что в прикол сделала название тгк дофамин и все начали ее так называть, так же встречается с ... (не расскажем), девушка лёгкого поведения. Алена учится на 5, и займет место Эйнштейна, еще алена знакома с бисером и с Грозой Димитровы.